# Coloboceras drachi
Coloboceras drachi is een mijtensoort uit de familie van de Halacaridae. De wetenschappelijke naam van de soort is voor het eerst geldig gepubliceerd in 1962 door Monniot.